# Skabyer Torfgraben
Der Skabyer Torfgraben ist ein Erholungs- und Naturschutzgebiet in Königs Wusterhausen und der Gemeinde Heidesee, Landkreis Dahme-Spreewald, Brandenburg. Das Gebiet erstreckt sich zwischen dem Königs Wusterhausener Ortsteil Kablow im Westen sowie den Heideseer Ortsteilen Bindow im Süden, Dannenreich im Norden und Friedersdorf im Osten. Das Naturschutzgebiet erstreckt sich von Friedrichshof im Norden bis zur Mündung des Skabyer Torfgrabens in die Dahme im Süden. Im Süden grenzt das Naturschutzgebiet Skabyer Torfgraben an den Naturpark Dahme-Heideseen. Das Naturschutzgebiet Skabyer Torfgraben wird von der Bahnstrecke Grunow–Königs Wusterhausen und dem Dahmeradweg durchquert. Östlich des Naturschutzgebietes befindet sich der 53,2 m hohe Limberg. Nördlich verläuft die Bundesautobahn 12.
Der Name erinnert an den Torfabbau in Skaby, dem Ursprungsgebiet des Skabyer Torfgraben, südlich der Swatzke- und Skabyberge und nördlich der Bundesautobahn 12 im Landkreis Oder-Spree. Das rund 304,89 ha große Gebiet mit der Kennnummer 1192 wurde mit Verordnung vom 21. Juli 1998 unter Naturschutz gestellt. Zuständig ist das Landesumweltamt Brandenburg (Abteilung Ökologie, Naturschutz, Wasser).

## Naturschutz

### Natura-2000- und FFH-Gebiet
Das NSG Skabyer Torfgraben ist Teil des kohärenten europäischen ökologischen Netzes besonderer Schutzgebiete Natura 2000. Der Steckbrief des Bundesamtes für Naturschutz (BfN) enthält für das 304,95 Hektar umfassende FFH-Gebiet unter der Nummer 3748-305 folgende Charakterisierung:

„Überwiegend grünlandgeprägte Niederungslandschaft mit verzweigtem Fließgewässersystem und eingeschalteten Feucht- und Naßwäldern sowie Übergangsmooren.“

### Naturschutzgebiet
Die Verordnung über das Naturschutzgebiet beinhaltet als Schutzzweck unter anderem:

„[…] als Standort seltener in ihrem Bestand bedrohter wild wachsender Pflanzengesellschaften, insbesondere von Groß- und Kleinseggenrieden, Erlenbrüchen, wechselfeuchten Wiesen und Trockenrasen sowie zum Erhalt der vorhandenen Reste eines mäßig nährstoffversorgten Durchströmungsmoores […] als Lebensraum bestandsbedrohter Tierarten, insbesondere als Brut- und Nahrungsgebiet für zahlreiche Vogelarten sowie als Rückzugsgebiet für bestandsbedrohte Insekten, Lurche und Reptilien sowie semiaquatische Säugetiere […] aus ökologischen Gründen zur Sicherung der Selbstreinigungskraft des weitgehend intakten Fließgewässersystems mit seiner besonders schützenswerten Unterwasserflora und -fauna […] wegen seiner Bedeutung im Rahmen des regionalen Biotopverbundes.“

## Flora und Fauna

### Pflanzen
Unter den Lebensraumtypen listet der FFH-Steckbrief folgende Pflanzen- beziehungsweise Waldgesellschaften auf: Übergangs- und Schwingrasenmoore (Natura 2000-Code 7140; Caricion lasiocarpae und Rhynchosporion albae), Feuchte Hochstaudenfluren (6430; Convolvuletalia sepium, Glechometalia hederaceae und Filipendulion), Alte bodensaure Eichenwälder auf Sandböden mit Stieleiche (9190; Birken-Eichenwald), Moorwälder (91D0) und Fließgewässer mit flutender Wasservegetation (3260).
Der Steckbrief des Naturschutzbundes Deutschland (NABU) listet die folgenden bedeutenden Pflanzenarten auf: Grau-Segge, Steifblättriges und Breitblättriges Knabenkraut, Langblättriger Sonnentau, Schmalblättriges Wollgras, Wasserfeder, Kartäusernelke und Fieder-Zwenke.

### Tiere
Nach Anhang II der Flora-Fauna-Habitat-Richtlinie und der Verordnung des Landes sind einschließlich ihrer für Fortpflanzung, Ernährung, Wanderung und Überwinterung wichtigen Lebensräume besonders geschützt: unter den Säugetieren der Fischotter (Lutra lutra), unter den Fischen der Europäische Schlammpeitzger (Misgurnus fossilis) und unter den Schmetterlingen der Große Feuerfalter (Lycaena dispar).
Der NABU-Steckbrief listet die folgenden bedeutenden Tierarten auf:
- Säugetiere: Fischotter und Feldhase
- Vögel: Drosselrohrsänger, Kiebitz, Eisvogel, Kranich, Raubwürger und Rohrweihe
- Reptilien: Ringelnatter und Zauneidechse
- Fische: Schlammpeitzger
- Insekten: Großer Feuerfalter